# 劇場

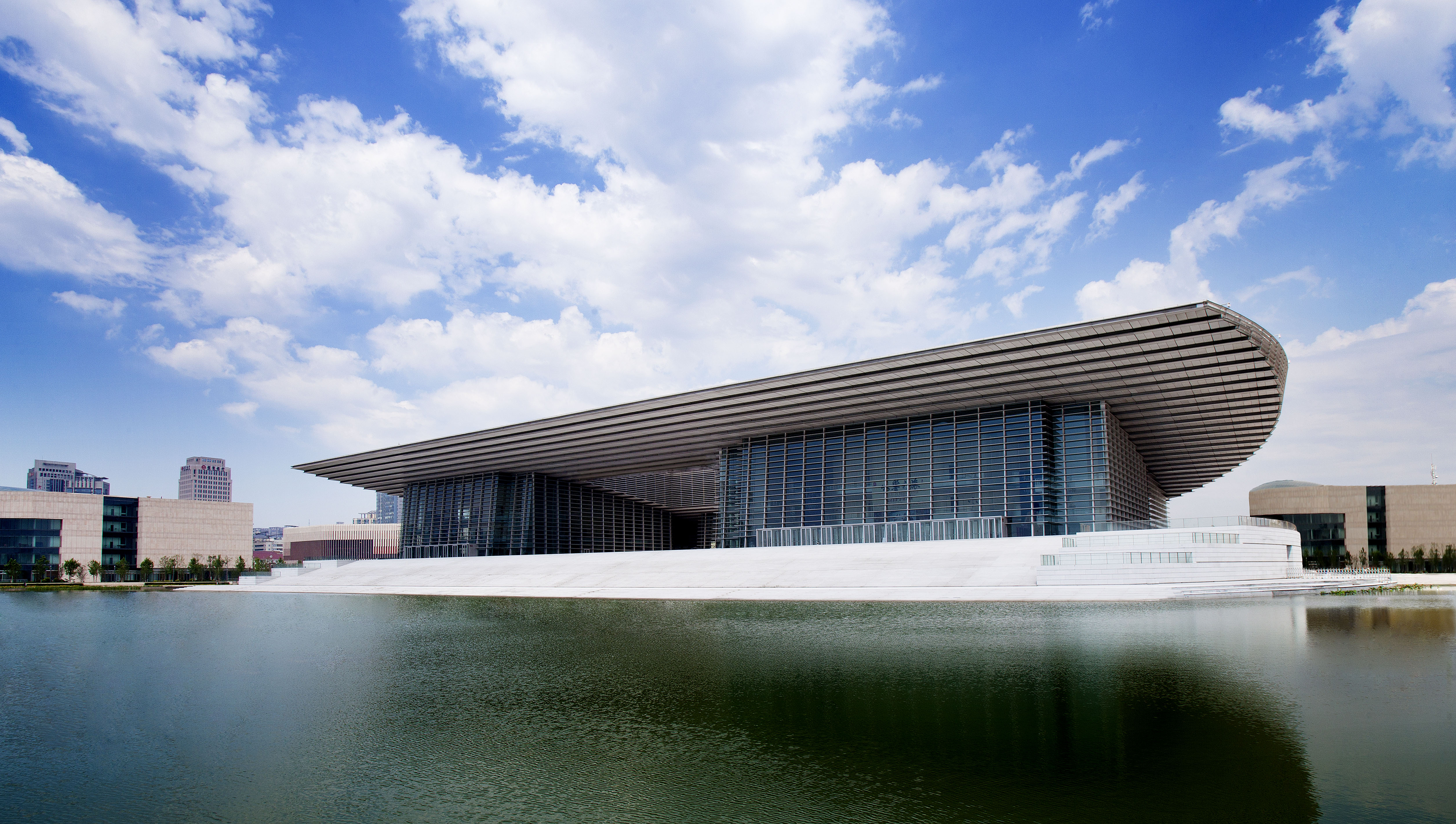
天津大剧院全景

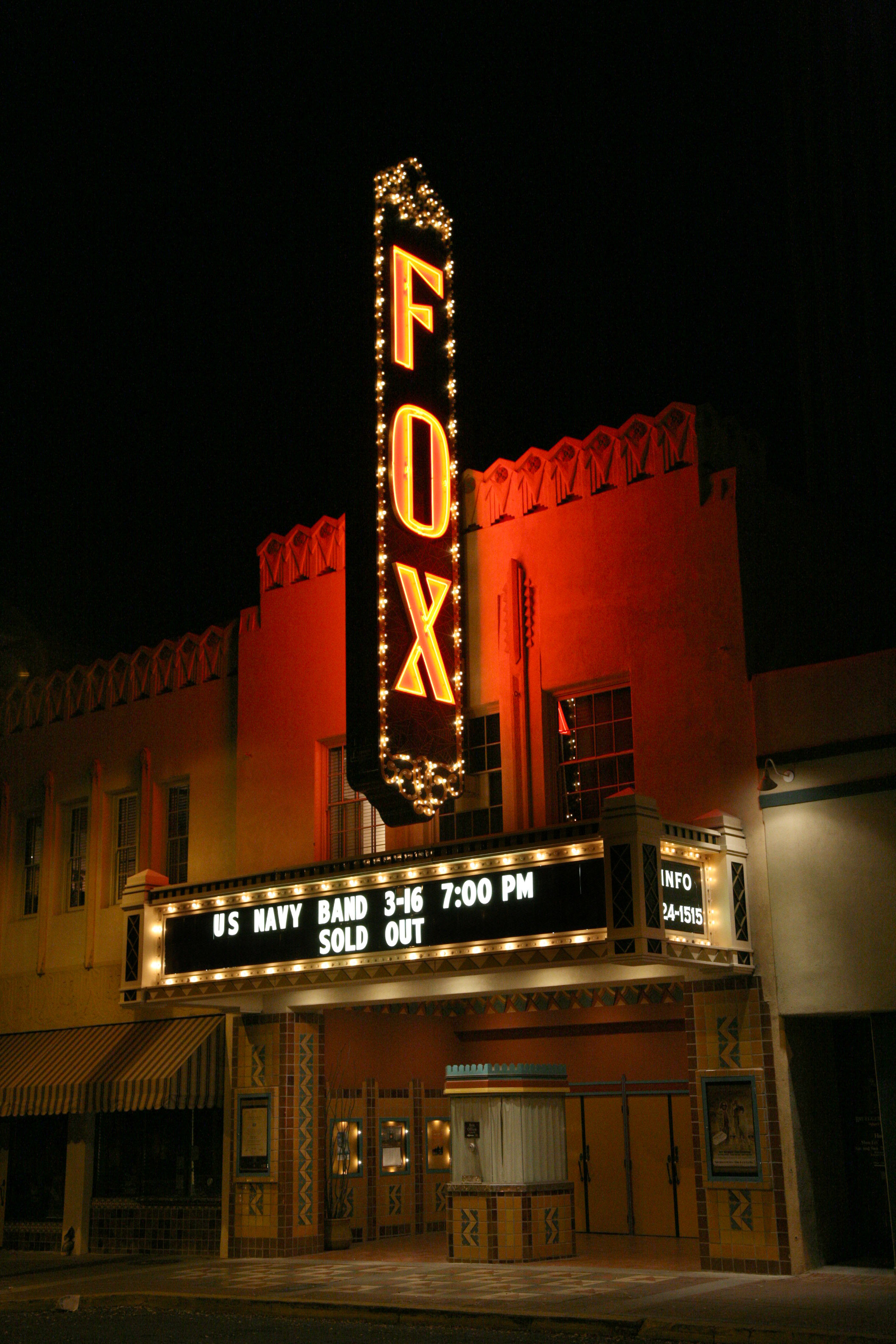
美國式劇場外觀

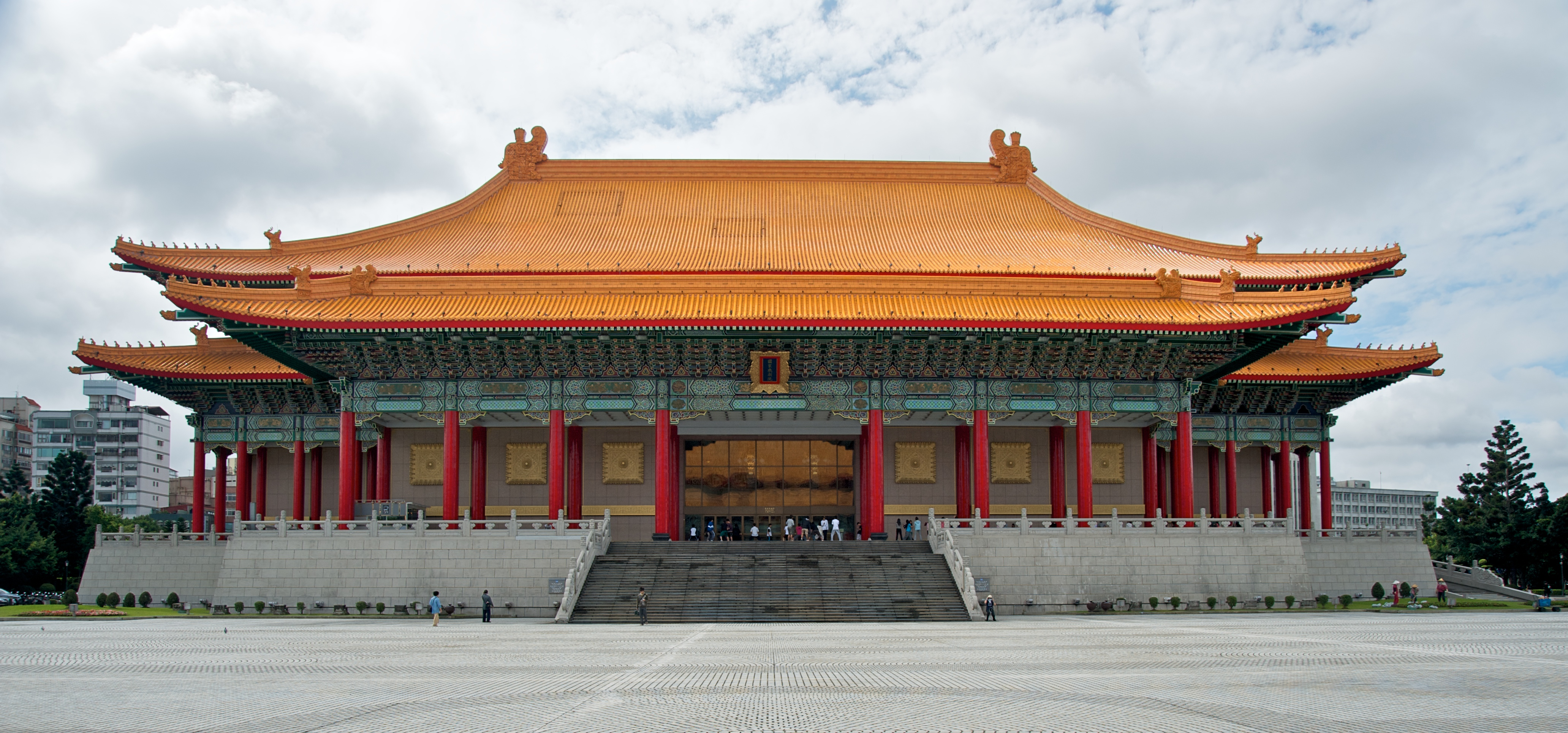
臺灣國家戲劇院暨音樂廳

劇場，或劇院，意指特定的、由永久性的建築體構成的表演場所，亦可作為表演場所的總稱。劇院通常指室內的表演場所，而劇場則同時適用於戶外廣場及室內建築。古代稱為「勾欄」、「瓦棚」、「瓦舍」。
中文裡本無劇場一詞，係近代學者為翻譯西方著作，借用日文的日製漢語而來，用以對應英文的theater一字；theater一字原為theatron，乃是古希臘劇場的階梯觀眾席區域，意為「看的場所」，後來轉變為整個表演場所的意思。
劇場的基本要素就是表演處與觀看處，即舞臺與觀眾席。有些古代的劇場屬於露天建築，但現代的劇場以室內建築為多。觀眾席、大廳、售票口等觀眾可以進入的區域稱為前臺。而以舞臺為中心，所有表演者及劇場技術部門工作、休息的空間稱為後臺；廣義的後臺與前臺相對，包含舞臺區域以及控制室；狹義的後臺意為舞臺後方，指觀眾在演出期間所不會看到的舞臺工作區域，例如舞臺兩側、演員休息室等。
觀眾任意進入舞臺及後臺區域，在正常情況下是不被鼓勵甚至是禁止的；由於一般觀眾對於後臺環境不熟悉、對於劇場的各種機電設備不了解，很有可能因擅闖造成自身或他人的身體傷害；然而在管理不嚴格的劇場，或是非職業性的演出活動中，這項禮節經常遭到遺忘。
鏡框式舞臺是現代劇場最常出現的舞臺型式；而電氣化的舞臺設備，例如吊桿及燈光迴路等，已成為現代劇場不可或缺的配置。

## 常見的劇場型式
依舞臺與觀眾席的相對關係區分
- 鏡框式舞臺
- 三面式舞臺
- 環型舞台（四面式舞臺、圓形舞臺）
- 黑盒子劇場

## 常見的音樂廳型式
依照建築內部整體形狀區分：
- 鞋盒式
- 環形
- 葡萄園式。如：衛武營國家藝術文化中心音樂廳。
- 扇形
- 馬蹄形

## 劇場的空間

### 基本要素
- 舞臺
  - 表演區域
  - 左右側臺、後舞臺區域
  - 舞臺陷阱區
  - 樂池
- 觀眾席
  - 座椅區域
  - 走道區域

### 核心設備
- 舞臺
  - 吊桿系統：配重平衡系統、手動桿操作區；捲揚機馬達、電動桿操作區、頂棚區
  - 布幕系統：大幕、沿幕、翼幕、天幕、背景幕、中隔幕
  - 燈光設備：燈具、燈桿、側燈架、地排、燈橋、迴路
  - 特殊機具：旋轉舞臺及升降舞臺
  - 消防設備：滅火、截火、排煙、緊急照明
  - 舞臺監聽喇叭

- 觀眾席
  - 座椅
  - 空調系統
  - 公共廣播系統
  - 緊急逃生指標

### 延伸空間及設備
- 前臺：觀眾的空間
  - 停車場
  - 入場處、入口廣場
  - 票房、票務中心：購票服務
  - 服務臺：資訊服務、寄物服務、紀念品販售
  - 休憩處、飲食處
  - 盥洗室

- 後臺：舞臺工作者的空間
  1. 遠離觀眾席的空間
    - 化妝室、休息室
    - 排練室
    - 會議室
    - 管理室、辦公室
    - 倉庫、備品室
    - 佈景工廠、服裝工廠、洗衣間
    - 佈景道具出入口
    - 演職員專用出入口
    - 停車場
    - 盥洗室

  2. 接近觀眾席的空間
    - 燈光控制室
    - 音響控制室
    - 追蹤燈（追光）室
    - 架燈空間，如貓道、燈光包廂......等。
      - 貓道：位於觀眾席天花板上方用來架設燈具的區域；其開口正對著舞台，觀眾不易察覺。
      - 燈光包廂（Box）：位於觀眾席前端左右牆面內用來架設燈具的區域；其開口斜對著舞台。

  3. 設備
    - 對講機系統
    - 燈光線路系統：控制台、調光器、電源迴路、訊號線路
    - 高空作業機具：升降調燈梯、A字鋁梯、鷹架
    - 錄音、播音系統：麥克風、混音機、擴大器、等化器、喇叭
    - 舞台監聽、監看設備
    - 服裝管理設備
    - 化妝室設備：化妝鏡
    - 外接電箱
    - 一般電源插座

### 空間的動線
- 觀眾的動線
- 須與舞台和後台隔離
- 舞台工作者的動線
- 須與觀眾席和前台隔離
- 劇場管理者的動線

## 西洋劇場史
- 古希臘時期

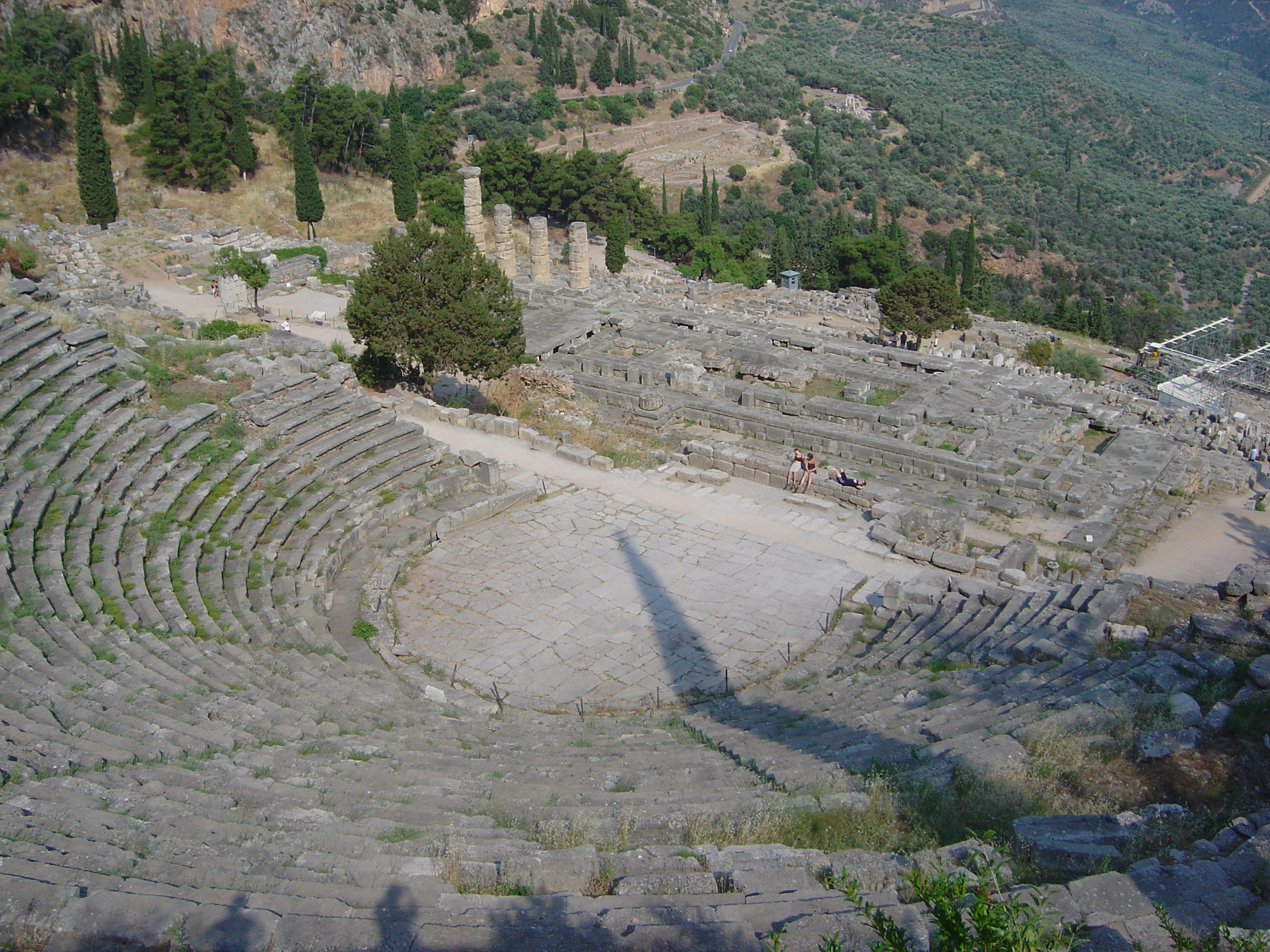
位於希臘的古代劇場

- 古羅馬時期

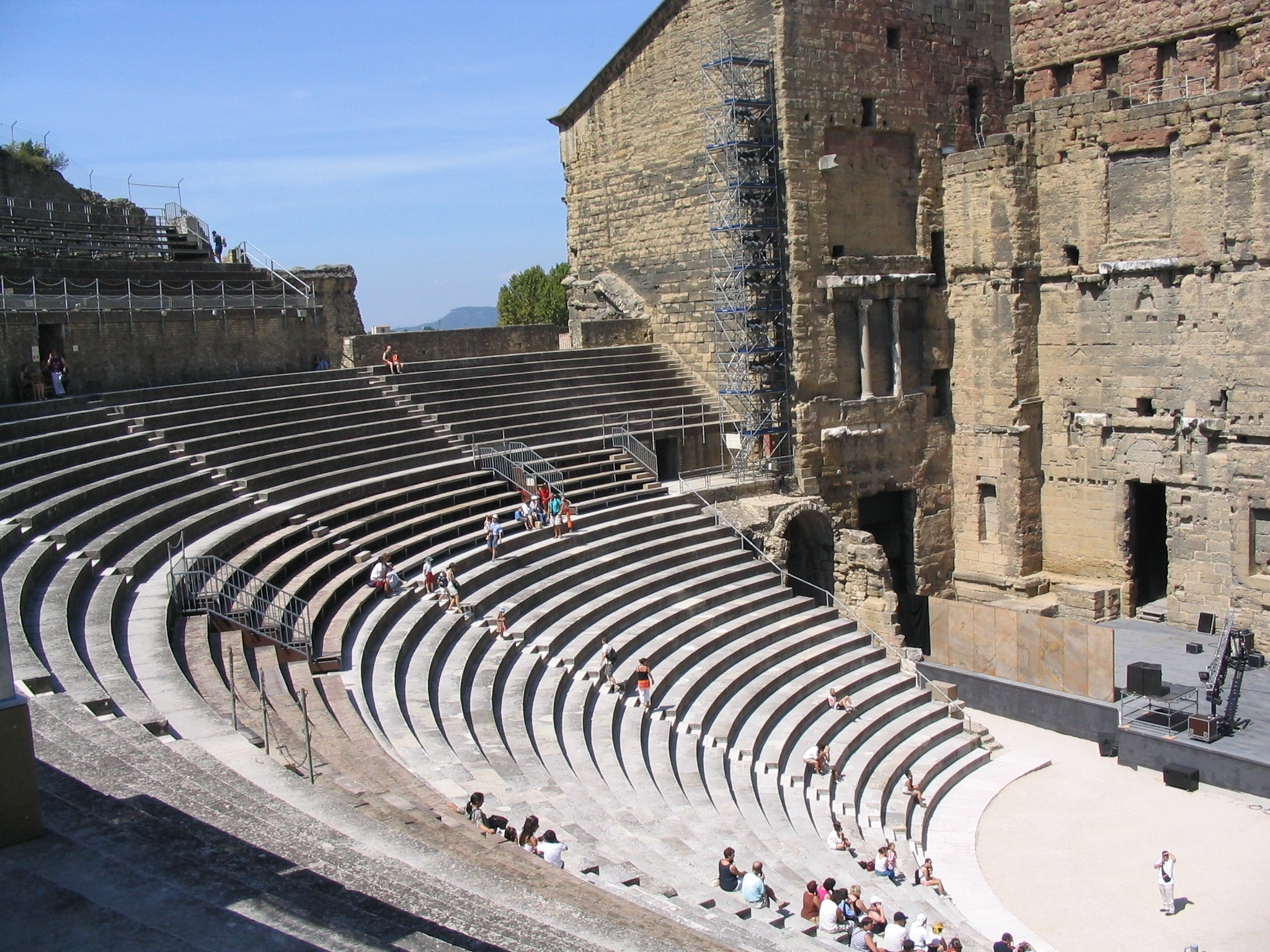
位於法國的羅馬劇場

- 中世紀時期
- 英國伊莉莎白時期：此時期狹義而言，係指英國女王伊麗莎白一世的在位期間1558年至1603年；但廣義來說，本時期亦可延伸到1642年的英國內戰爆發為止。此時期是英國文化發展的重要時期，可說是戲劇的黃金時代。
  - 劇場列表
    - 劇場（The Theatre）
    - 幕帷劇院（The Curtain）
    - 玫瑰劇院（The Rose）
    - 天鵝劇院（The Swan）
    - 環球劇院（The Globe）
    - 吉星劇院（The Fortune）

- 義大利文藝復興時期
- 法國新古典主義時期
- 十八世紀
- 十九世紀

## 東方的劇場

### 日本

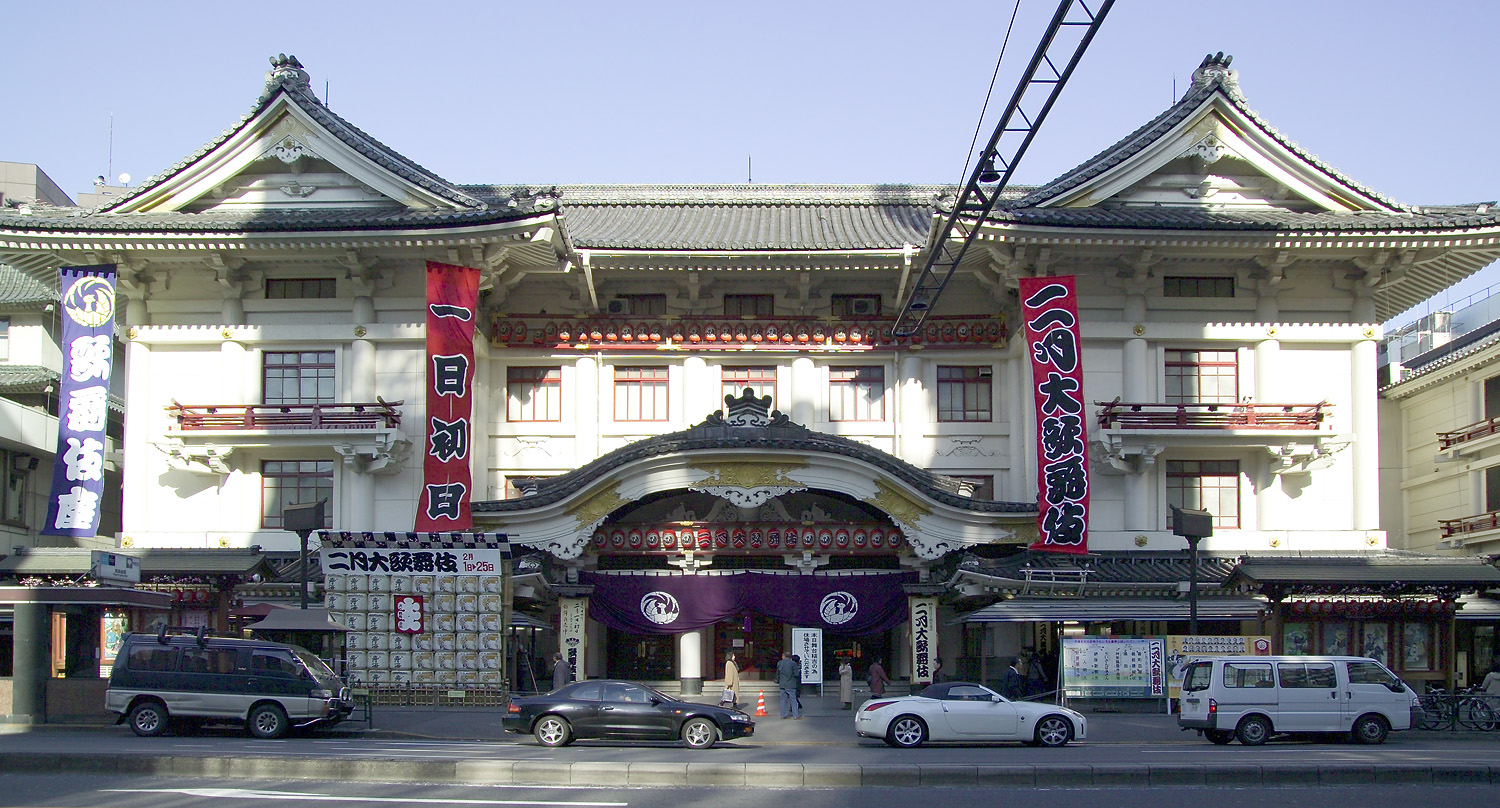
歌舞伎座

- 能樂的劇場

能樂的舞台有其特定的形状。观众席呈L形。

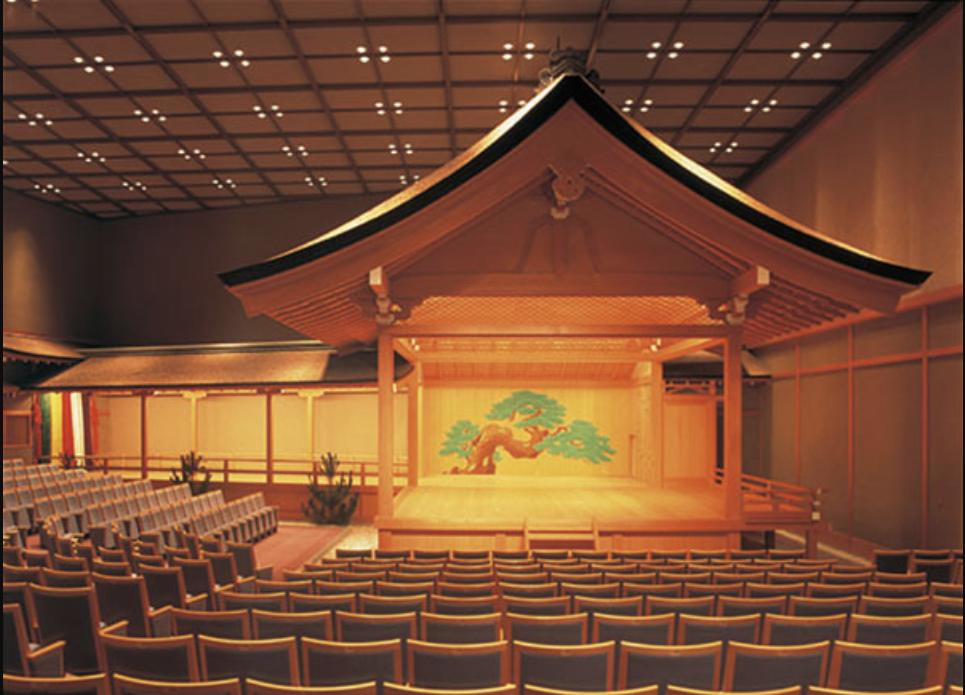
能樂堂
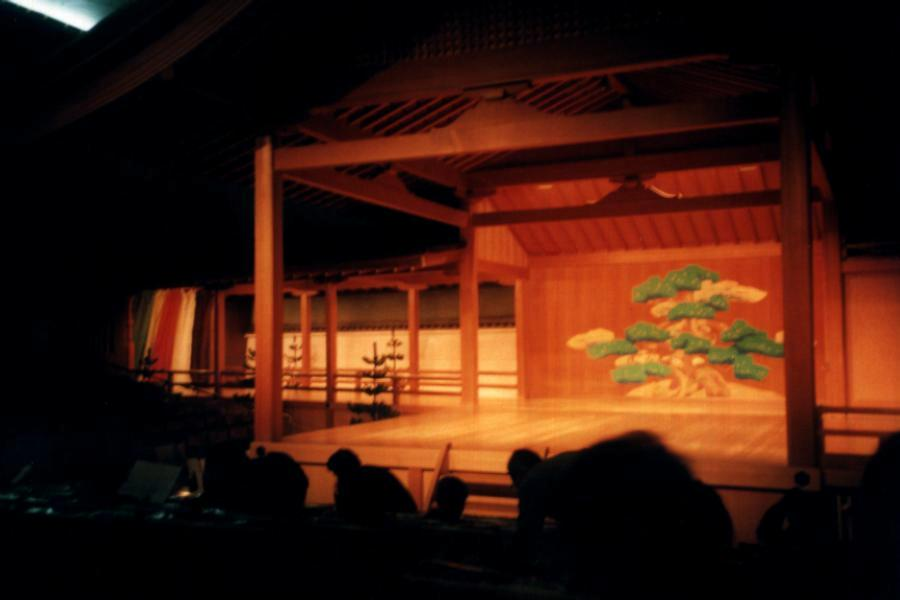
能舞台
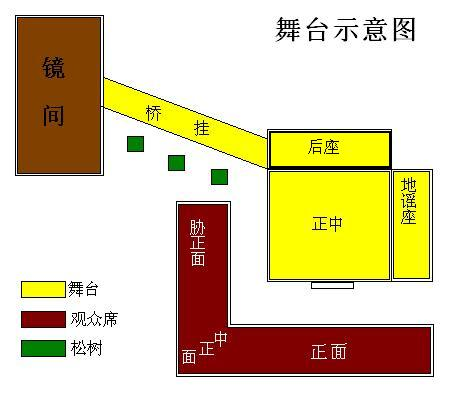
能剧舞台示意图

- 歌舞伎的劇場

- 歌舞伎座

- 人形淨琉璃的劇場

### 中國
- 中国现存最早的农村神庙舞台在山西高平王报村，建于金大定二十三年（1183年），由山西师范大学戏曲文物研究所发现并公布。

## 知名劇場建築
- 雪梨歌劇院